# San Jacinto Peak
San Jacinto Peak, také Mount San Jacinto je nejvyšší hora pohoří San Jacinto Mountains a současně nejvyšší hora souboru horských pásem Peninsular Ranges. San Jacinto Peak leží v Riverside County, na jihozápadě Kalifornie, ve Spojených státech.
Hora má šestou nejvyšší prominenci v kontinentálních Spojených státech.